# Talleres Nacionales de Construcciones Aeronáuticas

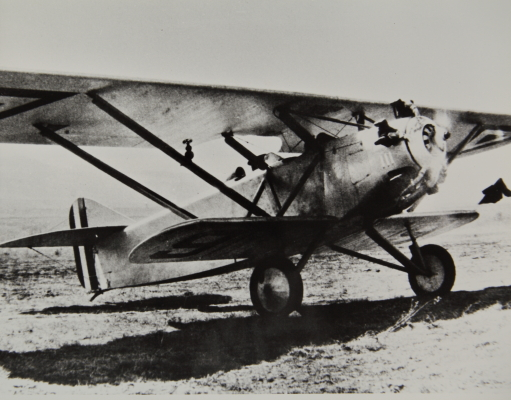
Sesquiplano Azcárate.

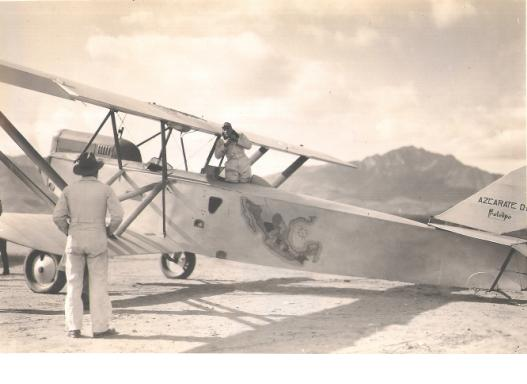
Piloto aviador Gustavo León González a bordo de un Azcárate/TNCA E-1.

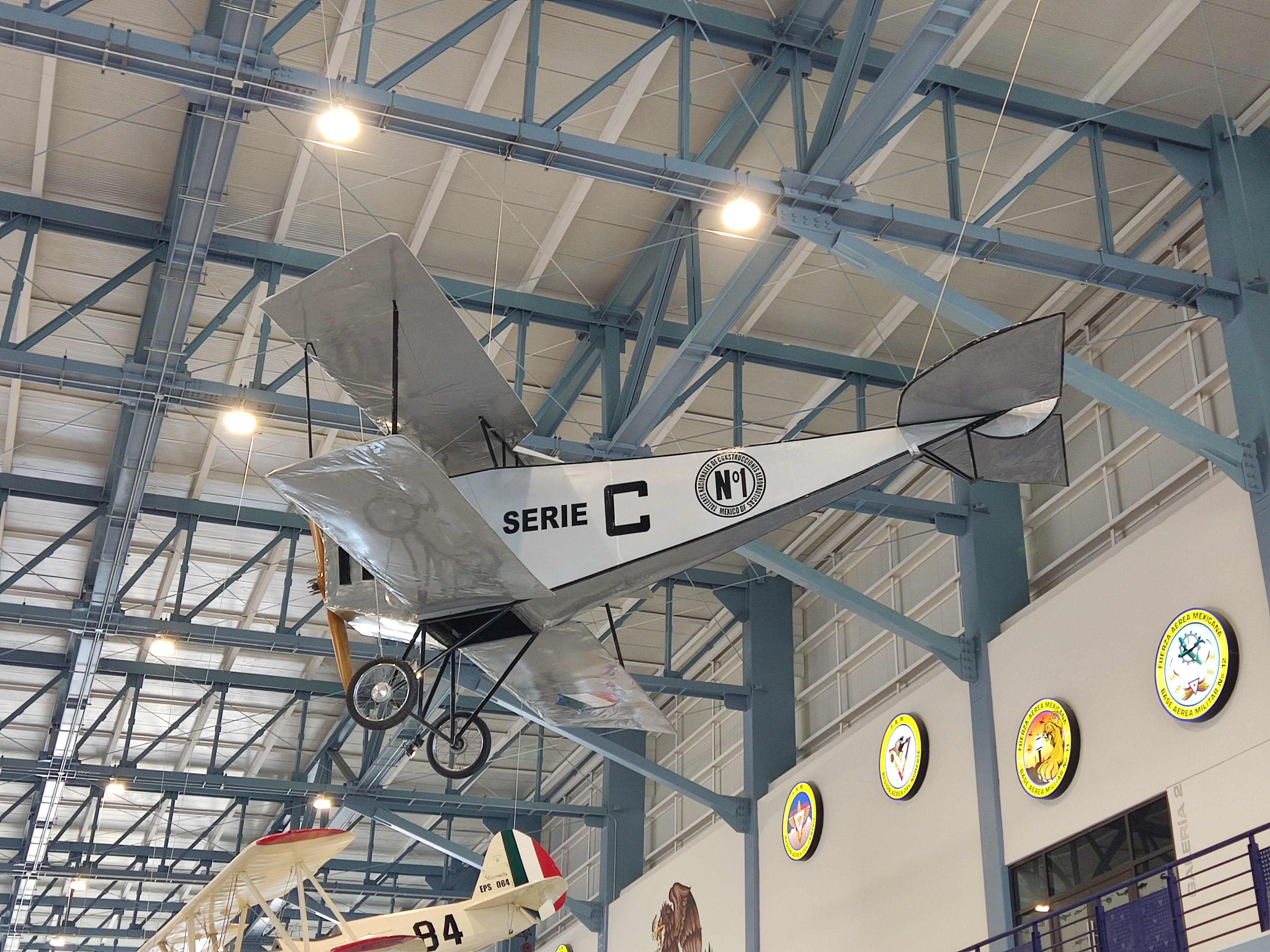
TNCA Serie C.

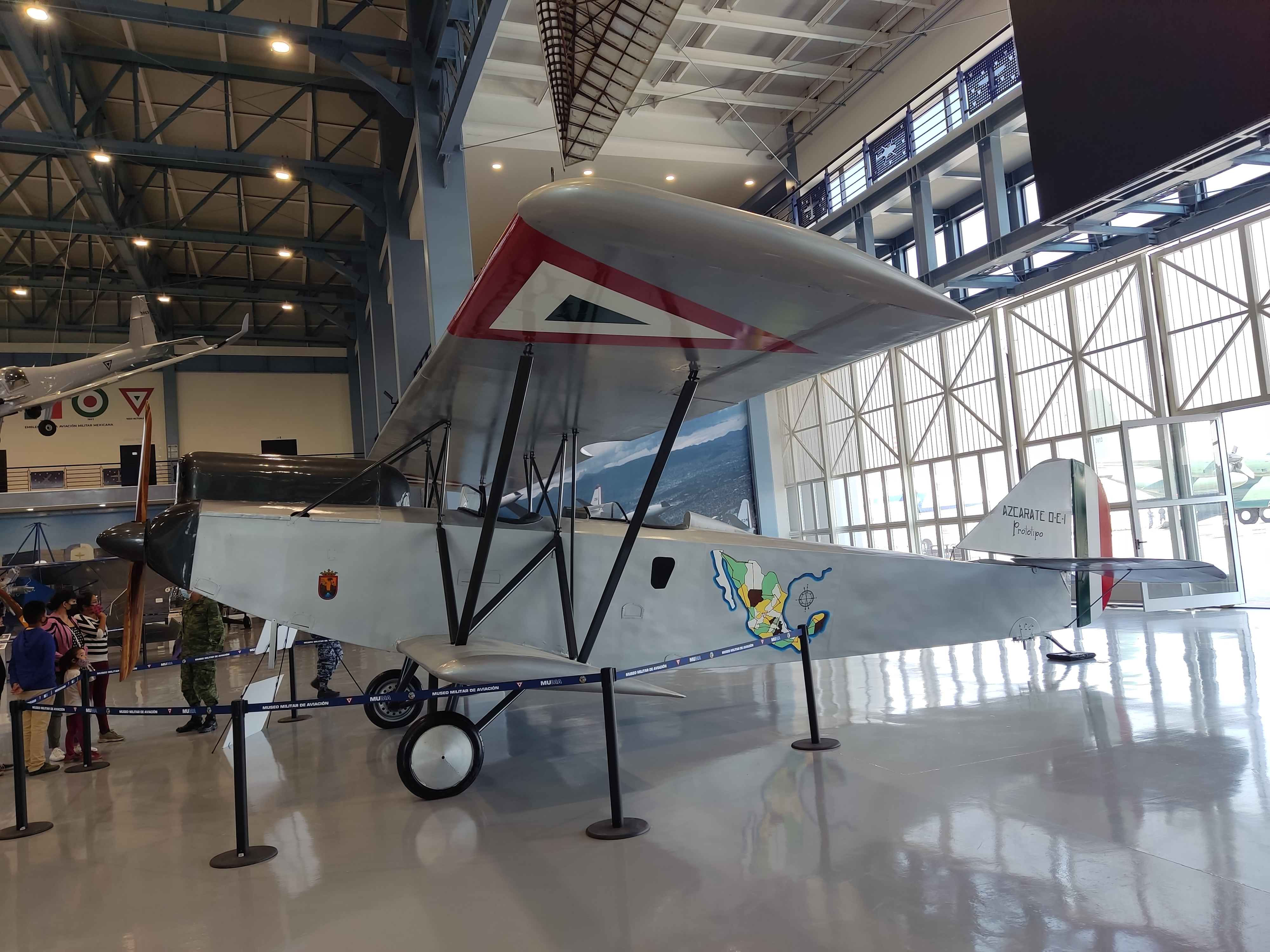
Azcárate O-E-1.

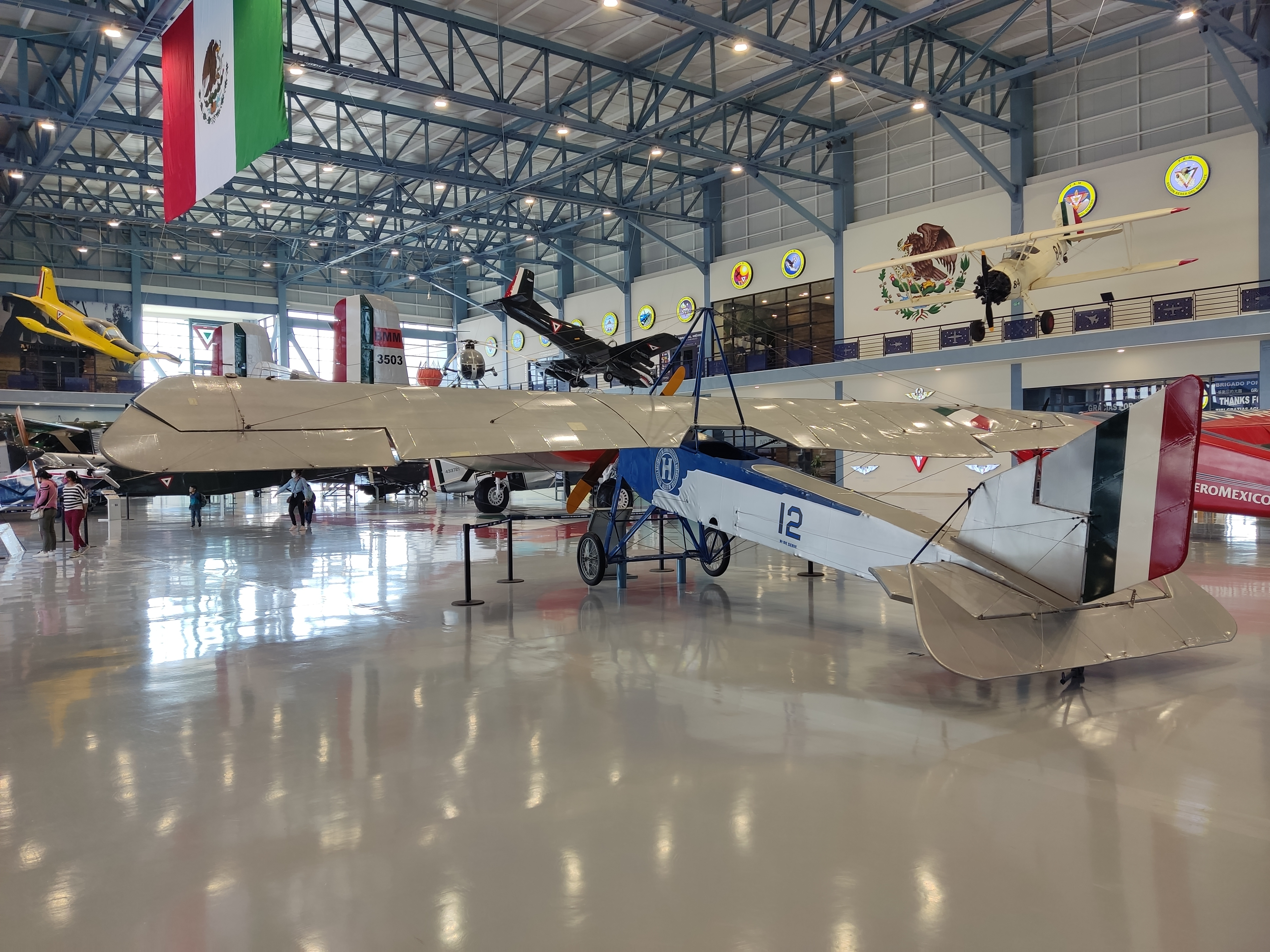
TNCA Serie H.

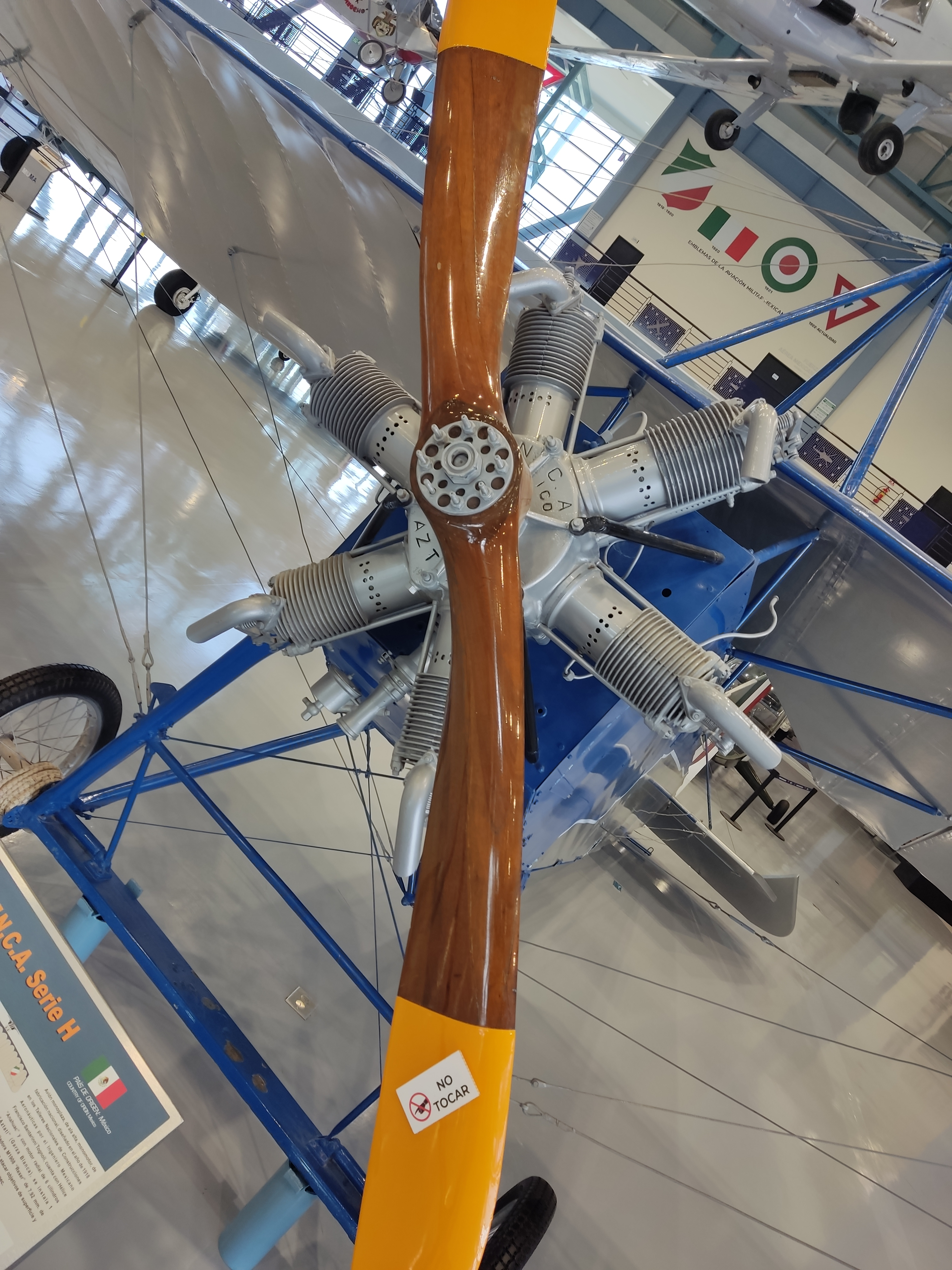
Motor TNCA Aztatl y Hélice Anáhuac

Talleres Nacionales de Construcciones Aeronáuticas o TNCA fue una compañía mexicana creada en 1915, durante el gobierno de Venustiano Carranza, en el auge creativo de la aviación en Latinoamérica. Apoyados en gran medida por el gobierno federal, quien fue su principal cliente, también llegó a exportar algunos aviones a Centroamérica.

## Historia
A principios del siglo XX, la aviación comenzó a expandirse alrededor del orbe y los sucesos políticos y militares, como la Primera Guerra Mundial, contribuyeron a su desarrollo y perfeccionamiento.
En México, el movimiento revolucionario trajo consigo una severa escasez de armas, esta situación llevó a los grupos beligerantes a una fuerte dependencia de los mercados extranjeros. Para obtener equipo, vituallas y parque, las facciones revolucionarias recurrieron al contrabando y al mercado negro.
Entre 1915 y 1917, el grupo constitucionalista planteó la urgente necesidad de que el ejército fuera autosuficiente en sus aprovisionamientos, lo que llevó la reapertura de las fábricas de armas, de pólvora, etc. Por esta misma razón se retomó el trabajo de los pioneros de la aviación. Fue así como se establecieron en 1915 la Escuela Militar de Aviación y los Talleres Nacionales de Construcción Aeronáutica, con sede en la Ciudad de México, sus instalaciones ocuparon lo que anteriormente fue la hacienda de Balbuena.
TNCA comenzó simplemente como taller de mantenimiento de la pequeña y antigua flota, pero fueron creciendo paulatinamente hasta tener una capacidad considerable y culminar con la fabricación total de aviones y equipo en México.
Pronto llegó a contar con las siguientes secciones: Técnica para proyectos, Dibujo, Carpintería con herramientas mecánicas y eléctricas, Mecánica equipada con tornos eléctricos, Química con laboratorios para pruebas de materiales diversos, Fundición dotada por cuatro fraguas, un ventilador Krupp, y un martillo de vapor, así como Motores y Vestidura.
Gustavo Salinas con la ayuda de los ingenieros Juan Guillermo Villasana y Francisco Santarini, logró integrar un selecto grupo de personas magníficamente capacitadas que incluía a dibujantes, proyectistas, aeromodelistas, fundidores, torneros y mecánicos.
En lo que se refiere a producción de aviones en México, labor fundamental de los Talleres, el primer éxito se tuvo con un aeroplano tipo "parasol" equipado con motor Gnome de 80 hp que voló Gustavo Salinas. Este avión dio origen a los futuros Serie H.
El 20 de noviembre de 1916 voló exitosamente el biplano Serie A número 1 tripulado por el capitán Felipe S. Carranza. Por instrucciones de don Venustiano Carranza, este aeroplano se le obsequió a la República de El Salvador, y fue transportado por barco con una misión especial encabezada por el teniente coronel Alberto Salinas Carranza.
En su calidad de Jefe de la Aeronáutica, Alberto Salinas Carranza organizó el primer transporte de correo aéreo en México mediante un vuelo entre Pachuca y la Capital de la República realizado con un avión Serie A tripulado por el teniente Horacio Ruiz Gaviño quien trajo a bordo dos sacos con correspondencia. Esto aconteció el 6 de julio de 1917.
El 24 de agosto del mismo año voló un biplano Serie A equipado con motor mexicano Azatl (garza blanca, en náhuatl) y hélice Anáhuac, tripulado por el teniente Horacio Ruiz Gaviño. Era la primera vez que piloto, avión, hélice y motor, todos ellos mexicanos, surcaban triunfalmente los cielos de México. A finales de octubre se terminó la fabricación de un avión Serie A con doble control.
En los talleres siguieron produciéndose aviones totalmente mexicanos como los biplanos Serie A, parasoles Serie H y los microplanos Serie C.
Al final de la guerra de la Revolución, en 1920, el 'Arma Aérea de las Fuerzas Constitucionales' había producido con aproximadamente 50 aviones TNCA.
El ingeniero Ángel Lascurain y Osio fue comisionado en 1920 como Director del TNCA y otros diseños fueron producidos, como el avión de combate de un asiento Serie E' '3-E-130', también conocido como el 'Tololoche', y el parasol de tamaño mayor llamado 'Quetzalcoatl', fabricado en 1924. Este avión fue diseñado por Antonio Sea y era un monoplano de madera en configuración de parasol y llevaba montado un motor rotario Le Rhone enfriado por aire. Cuatro Tololoches fueron construidos. Durante su corta vida operacional algunos tuvieron diversas modificaciones. 
A pesar de sus notables avances y desempeño, los TNCA entraron en una etapa de decadencia y múltiples factores contribuyeron a su desaparición. La falta de inversión gubernamental en productos nacionales y la insistencia del entonces Jefe del Departamento de Aviación el Coronel Asimilado Ralph O´Neil de que era mejor comprar aviones extranjeros que producirlos en el país, terminaron durante mucho tiempo con las construcciones aeronáuticas mexicanas.
El general Juan Francisco Azcárate Pino fue designado director de los TNCA, y bajo su dirección se construyeron los sesquiplanos Azcárate O-E-1. Uno de estos aviones hizo un vuelo de circunvalación de la República Mexicana, tripulado por el teniente coronel Gustavo G. León.

## Motores
El 'motor Aztatl' fue el primer motor aeronáutico hecho en México y data de 1917. El diseño era de tipo radial fijo enfriado por aire de seis cilindros. Se construyeron otros motores en versiones de tres (45 hp), seis (80hp), y diez cilindros (110 hp), al de diez cilindros se le llamó SS México y Trébol al de 3 cilindros y 45 hp. También se reconstruyeron los Anzani, Gnome, e Hispano Suiza bajo licencia, y algún avión fue dotado con motor Wright 60 hp y  otro con un Renault.

## Talleres Generales de Aeronáutica
Hacia 1941 las instalaciones de los TNCA pasaron a manos de la compañía Canadian Car and Foundry. No obstante, el general Roberto Fierro Villalobos, en ese mismo año y debido a la incapacidad de Canadian Car de producir un solo avión, realizó las gestiones necesarias para que las instalaciones regresaran a manos mexicanas, con lo cual se retomó el viejo proyecto de dotar a la Fuerza Aérea Mexicana con aeronaves nacionales. En este período las instalaciones fueron conocidas como los Talleres Generales de Aeronáutica o TGA.
Los TGA obtuvieron un pedido de 50 máquinas Sea Teziutlán, para la Fuerza Aérea, de los cuales sólo se logró la construcción de seis equipos, debido a que los tiempos de guerra obligaron a México a establecer convenios de participación y ayuda con los Estados Unidos, con lo cual se reinició la dependencia armamentística.
A partir de entonces, los legendarios Talleres Nacionales de Construcción Aeronáutica pasaron a formar parte de la historia, ya que la llegada de aviones provenientes del vecino del norte supuso el fin de la construcción de aeroplanos mexicanos y las labores se limitaron al mantenimiento de las aeronaves que se iban adquiriendo.

## Aeronaves Producidas
Entre las principales aeronaves que produjeron se encuentran:
- TNCA Serie A - biplano de entrenamiento biplaza, también hubo monoplazas.
- TNCA Serie B
- TNCA Serie C - Biplano, este montaba un motor Hispano-Suiza. Avión también llamado Microplano Veloz o Microbio.
- TNCA Serie D, F y G.
- TNCA Serie E - la serie inicial de tres aviones estaba basada en los Blériot franceses, posteriormente se redesignó con esta letra E a los "Tololoches".
- TNCA Serie H - monoplano parasol, monoplaza de cometido múltiple.
- Azcárate O-E-1
- TNCA MTW-1
- Sea Teziutlán

## Uso de las Aeronaves
Las aeronaves eran principalmente utilizadas para la instrucción de los cadetes en la escuela nacional de aviación, así como para el patrullaje del país.